# Dafnospiliá
Dafnospiliá är en ort i Grekland.   Den ligger i prefekturen Nomós Kardhítsas och regionen Thessalien, i den centrala delen av landet, 210 km nordväst om huvudstaden Aten. Dafnospiliá ligger 238 meter över havet och antalet invånare är 412.
Terrängen runt Dafnospiliá är varierad. Runt Dafnospiliá är det glesbefolkat, med 11 invånare per kvadratkilometer. Närmaste större samhälle är Karditsa, 15,1 km norr om Dafnospiliá. 